# تونی اورلندو و دان
تونی اورلندو و دان (انگلیسی: Tony Orlando and Dawn) نام یک گروه موسیقی پاپ آمریکایی است که در اوایل دههٔ ۷۰ میلادی شهرت داشتند.
اعضای این گروه چهارنفره متشکل از تونی اورلندو، تلما هاپکینز، جویس وینسنت ویلسن و پاملا وینسنت است که چندین ترانهٔ محبوب و پرفروش به بازار عرضه کردند که از آن جمله می‌توان به ترانهٔ مشهور «یک روبان زرد به درخت بلوط قدیمی گره بزن» اشاره کرد.